# Битва під Дубліном
Дублінська битва — це тиждень вуличних боїв у Дубліні з 28 червня по 5 липня 1922 року, що ознаменували початок громадянської війни в Ірландії. Через півроку після того, як заключенням англо-ірландського договору завершилась війна за незалежність Ірландії, розгорівся конфлікт між прихильниками нового Тимчасового уряду та частинами Ірландської республіканської армії (ІРА), яка виступила проти Договору. Ірландська громадянська армія також брала участь у битві, підтримуючи антидоговірну ІРА в районі вулиці О'Коннелл. Бойові дії розпочались з нападу Тимчасових урядових військ на будівлю Чотирьох судів і закінчились вирішальною перемогою Тимчасового уряду.

## Передумови
14 квітня 1922 року близько 200 бойовиків ІРА виступили проти Договору на чолі з Рорі О'Коннором та окупували будівлю чотирьох судів (Four Courts) у Дубліні, що привело до початку протистояння.  Вони хотіли розпалити нове збройне протистояння з англійцями, яке, як вони сподівались, зруйнує англо-ірландський договір, об'єднає дві фракції ІРА проти свого колишнього спільного ворога і відновить боротьбу за створення Ірландської Республіки. На той час британська армія все ще мала тисячі солдат, зосереджених у Дубліні, чекаючи евакуації.
Вінстон Черчилль та британський кабінет міністрів здійснювали тиск на Тимчасовий уряд з метою вигнання повстанців з будівлі чотирьох судів, оскільки вони вважали свою присутність порушенням Договору. Такий тиск найбільше зосереджувався на Майкла Коллінза, президента Кабінету тимчасового уряду та ефективного керівника регулярної Національної армії. Коллінз, головний стратег ІРА під час війни за незалежність від Британії, намагався уникнути відкритому бою, оскільки вони вперше зайняли чотири суди в квітні попереднього року. Його колеги в кабінеті тимчасового уряду, в тому числі Артур Гріффіт, погодились, що Коллінз повинен розпочати проти них рішучі військові дії.   
У червні 1922 р. Тимчасовий уряд вів напружені переговори з британським кабінетом міністрів щодо проєкту Конституції, який намагався запобігти майбутній громадянській війні. Вони особливо прагнули скасувати вимогу присяги Британській короні всіма членами дублінського уряду, що є ключовою вимогою противників англо-ірландського договору. Однак консервативний британський кабінет відмовився піти на співпрацю. 
Після вбивства сера Генрі Вілсона в Лондоні 22 червня 1922 року та арешту охоронцями чотирьох судів заступника начальника штабу армії Вільної держави генерала Дж. Дж. О'Коннела, британський тиск на Тимчасовий уряд посилився. Британці тепер погрожували вторгненням і повторною окупацією всієї Ірландії. 27 червня Тимчасовий уряд погодився з ультиматумом щодо покинення його прихильниками чотирьох судів, щоб не допустити військових дій. 
Черчилль надав позику британській артилерії, а також 1200 снарядів. Не виключено, що були задіяні деякі інші британські військові частини. На мості через річку Ліффі біля комплексу Чотири суди британська армія розташувала гармати. З ночі 27 червня на ранок 28 червня Національна армія розпочала бомбардування чотирьох судів.
Не існує жодного авторитетного підтвердження хто і коли дав наказ розпочати бомбардування. Історики схильні приписувати цей наказ Коллінзу, але деякі біографи  заперечують це. Ірландці, що брали участь у захопленні судів, стверджували, що вони готувались о 8:00 почати евакуацію,. Для них було несподіванкою, коли о 4-й ранку розпочався обстріл  

## Напад на будівлю чотирьох судів

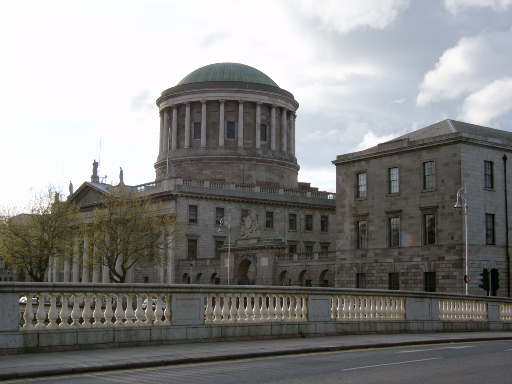
Вид на будівлю Чотирьох судів зі східного боку.

Усередині будівлі знаходилося 12 членів Ірландської республіканської армії, у тому числі начальник штабу Джо Маккелві, директор інженерного управління Рорі О'Коннор та генерал-квартирмейстер Ліам Меллоуз. До складу гарнізону входило приблизно 180 чоловік, вилучених з 1-го і 2-го батальйонів 1-ї дублінської бригади ІРА, яким командував комендант Педді О'Браєн, озброєний здебільшого лише стрілецькою зброєю (гвинтівки, п'ять пістолетів-кулеметів «Томпсон» і два кулемета Льюїса), крім одного захопленого бронеавтомобіля, який вони назвали «Поборник». Члени армії ІРА були політичними лідерами гарнізону, але служили звичайними солдатами під командуванням Ерні О'Меллі, командира 2-ї південної дивізії ІРА. Антидоговірна сторона певною мірою укріпила будівлі чотирьох судів, заклавши міни навколо комплексу і забарикадувавши двері та вікна, але їх керівництво наказало не стріляти першими, щоб зберегти висоту моралі, і тому війська Вільної держави змогли оточити будівлю. 
Після того, як бомбардування першого дня виявилося неефективним, британці подарували Вільній державі ще дві 18-фунтові гармати і запропонували 60-фунтові гаубиці разом із пропозицією бомбардувати чотири суди з повітря. Коллінз відмовився від двох останніх пропозицій через ризик спричинити значні людські жертви.  29 червня війська Вільної держави штурмували східне крило Чотирьох судів. Вони втратили трьох вбитими та 14 пораненими. Також вони взяли 33 противників у полон. Броньований автомобіль республіканців «Поборник» був виведений з ладу і покинутий екіпажем. Вранці наступного дня Педді О'Браєн був поранений осколками шрапнелі і Ерні О'Меллі взяв на себе військове командування в Чотирьох судах. До цього часу обстріли призвели до загоряння будівлі чотирьох судів. Крім того, від Оскара Трейнора, командира ІРА в Дубліні, надійшли накази про здачу гарнізону чотирьох судів, оскільки він не міг досягти їхньої позиції, щоб допомогти їм. О 3:30 30 червня О'Меллі здав будівлю чотирьох судів генералові Педді Дейлі з підрозділу Дублінської гвардії Вільної держави. Троє військових республіканського гарнізону загинули в облозі.

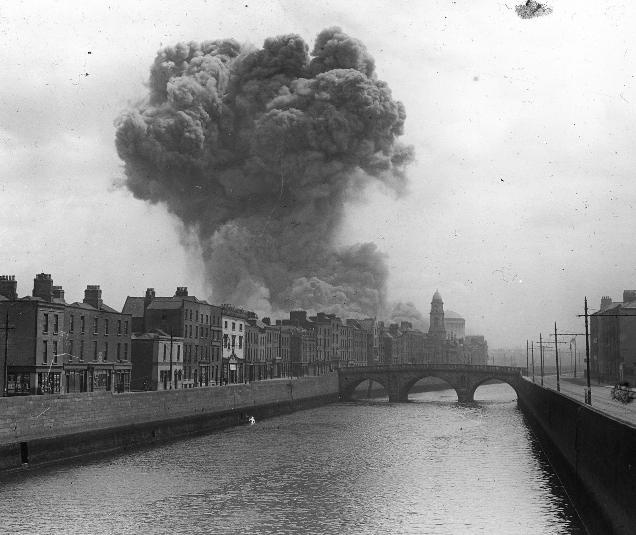
Вибух над будівлею чотирьох судів під час бойових дій.

### Вибух у відділі державних записів
За кілька годин до капітуляції, о 11:30 або 2:15, підірвалося приміщення Ірландської державної служби реєстрації (PRO), розташоване у західному крилі Чотирьох судів, який гарнізон Чотирьох судів використовував як магазин боєприпасів. Через величезний вибух було знищено багатющі історичні ірландські державні архіви, що зберігалися ще з часів, що передували нормандського вторгнення до Ірландії в 1169 році Сорок військових Вільної держави, що наступали, були важко поранені. Офіційно не встановлено, хто ж був винним у цьому вибуху. У штабі Національної армії стверджували, що антидоговірні сили навмисно захопили це приміщення, щоб відбити наступаючі війська Вільної держави. Пізніше, прихильник договору Тім Хілі заявив, що вибух стався внаслідок детонації мін, закладених ще до захоплення будівлі. Однак дослідник битви дійшов висновку, що вибух стався внаслідок пожеж, які спалахнули в результаті обстрілів будівлі чотирьох судів. Висока хмара диму піднялася на 200 метрів над будівлею чотирьох судів.  Калтон Янгер виявив три вибухи: «два під Бюро записів близько 2.15 [вечора] і ще один у задній частині будівлі близько 5 години». 
На цьому етапі бою війська з кожної сторони все ще відчували певну спорідненість з іншою, оскільки більшість із них воювали разом в Ірландській республіканській армії під час війни за незалежність Ірландії Звернувшись до друзів зі сторони Вільної держави, декілька лідерів проти угод серед гарнізону чотирьох судів, зокрема Ерні О'Меллі та Шон Лемасс, втекли з полону, щоб продовжувати подальшу боротьбу. 
У результаті знищення цінних історичних записів під час вибуху в приміщенні Ірландської державної служби реєстрації (PRO) разом із спалення митниці 1921 року, дуже збіднило джерельну базу ірландської історіографії; деякі з них були відновлені в різному ступені збереженості. Національний архів Ірландії та Комісія ірландських рукописів зібрали та опублікували оригінали документів з інших джерел для пом'якшення цих втрат. Консорціум під керівництвом Триніті коледжу в Дубліні створює вебсайт «Beyond 2022», щоб забезпечити «віртуальне відвідування» приміщення Ірландської державної служби реєстрації (PRO) та його історичного вмісту, на відзначення 100-річчя вибуху.

## Бій на вулиці О'Коннелл

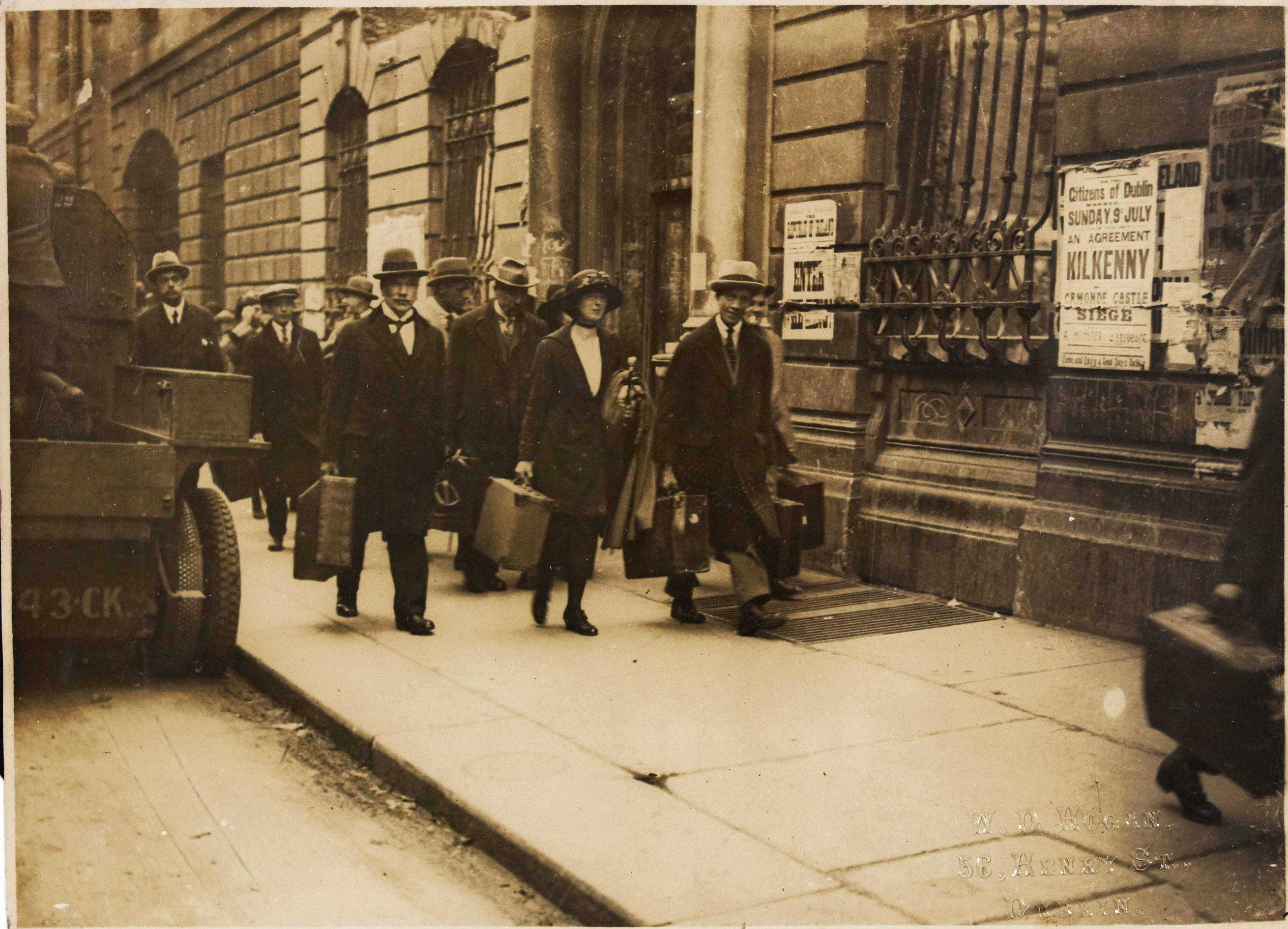
Гості готелю Edinburgh на вулиці О'Коннелл пробиваються з готелю 5 липня 1922 року.

Незважаючи на успіх сил Вільної держави, які захопили будівлю чотирьох судів, бої в Дубліні тривали до 5 липня. 29 червня підрозділи ІРА з Дублінської бригади на чолі з Оскаром Тейнором зайняли вулицю О'Коннелл, частину площі Парнелл, Йорк-стріт та деякі інші місця, щоб спробувати відволікти увагу Вільної держави від нападу на будівлю чотирьох судів. Однак не всі столичні підрозділи ІРА були готові до боротьби проти нового ірландського уряду, а їх кількість, ймовірно, становила близько 500 по всьому місту. Їх кількість поповнилася приблизно 150 громадянами та членами Армії громадян, які привезли з собою зброю та боєприпаси, викинуті після повстання Великодня 1916 року. 
Республіканці окупували північно-східну частину вулиці О'Коннелл з їх опорним пунктом у «кварталі», групі будівель, які анти-договірці з'єднали тунелями крізь стіни. Вони також захопили сусідні готелі Грешем, Корона, Гранвіль та Хамам. Їх єдина позиція на західній стороні вулиці була в будівлі YMCA. Крім того, вони мали форпост на південь від річки Ліффі в пабі «Лебідь» на вулиці Ондже Сент-Оскар Трейнор, мабуть, сподівався отримати підкріплення від решти країни, але відповіли лише підрозділи Антидоговорів у Белфасті та Тіпперері, і обидва прибули занадто пізно для участі у боях. 
Війська Тимчасового уряду, яким командував генерал Том Енніс, розпочав з розчищення віддалених протидоговірних гарнізонів та здійснив це до 1 липня. Потім вони оточили щільним кордоном квартали навколо вулиці О'Коннелл. За допомогою артилерії витіснили бійців, що виступали проти Договору з позицій на сусідніх вулицях Ст. Парнелл і Гардінер. В результаті цього перед військами Вільної держави відкрилася для обстрілу вулиця О'Коннелл.
Республіканський форпост в YMCA був ліквідований, коли під ним проклали тунель війська Вільної держави і підірвали бомбу. Люди Трейнора в «блоці» протрималися, поки під прикриттям бронеавтомобілів не була піднята артилерія, щоб бомбардувати їх в упор. У будівлях також були закладені запалювальні бомби. Трейнор та більшість його сил (70 чоловіків та 30 жінок) втекли, коли загорілися будинки, які вони займали. Вони змішалися з цивільними натовпами та пробралися до Блессінгтона.
Позаду залишився лідер республіканців Кахал Бру з тилом із 15 чоловік, які залишились у готелі Хаммам після того, як Трейнор та більшість інших людей ІРА пішли. О 5 годині вечора 5 липня, коли в пожежі готель згорів, Бру наказав своїм людям здатися. Однак він залишився позаду, лише щоб вийти з будівлі наодинці, озброєний револьвером. Вояки Вільної держави підстрелили його у стегно, а згодом він помер від крововтрати. Були ще деякі спорадичні випадки боїв навколо міста, коли війська Вільної держави розганяли антидоговірні групи ІРА.
Кахал Бру став останньою жертвою в битві за Дублін, яка коштувала життя щонайменше 80 людям (15 добровольців ІРА, які протистояли договору, 29 солдатів Національної армії, одного військовослужбовця Британських ВПС та 35 цивільних) та понад 280 поранених. Крім того, Вільна держава захопила у полон понад 450 республіканських в'язнів. Великі жертви серед цивільного населення, безсумнівно, були наслідком використання важкої зброї, особливо артилерії, у густонаселеному міському районі.

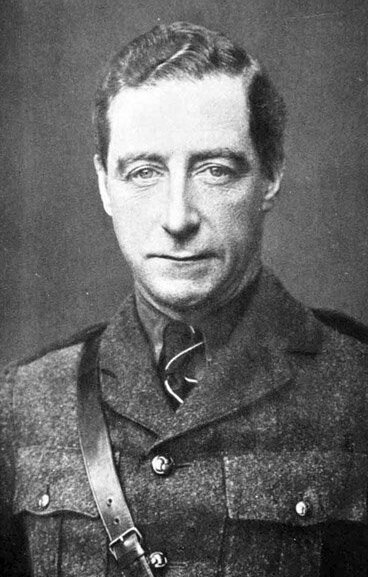
Кахал Бру, лідер Антидоговору, загинув під час боїв 5 липня 1922 року на вулиці О'Коннелл у Дубліні

## Наслідки
Коли бої в Дубліні стихли, уряд Вільної держави взяв контроль над ірландською столицею, а прихильники антидоговірних сил розійшлися по країні. Результати обстрілів після бойових дій призвели до зростання кількості в'язнів-республіканців та смерті видатного активіста боротьби з прихильниками підписання договору Гаррі Боланда, який був розстріляний в місті Скеррі, що у графстві Дублін, 31 липня.
Оскар Тейнор, Ерні О'Меллі та інші борці проти Договору, які врятувались у Дубліні, перегрупувалися в Блессінгтоні, що за 30 км на південний захід від міста. Туди прибули протиговірні сили ІРА з графства Тіпперері, але занадто пізно для участі в дублінських боях. Натомість ці сили прямували на південь і захопили низку міст, включаючи Енніскорті та Карлоу, але швидко покинули їх, зіткнувшись з переважаючими силами Вільної держави. Потім більшість республіканців знову відступили на південь, до так званої Мюнстерської республіки, території на південний захід від лінії, що йшла від Лімерика до Вотерфорда. Цю територію війська Вільної держави зайняли під час наступіу з липня по серпень 1922 року.
Четверо з республіканських лідерів, захоплених у будівлі чотирьох судів, Рорі О'Коннор, Ліам Меллоуз, Джо Маккелві та Річард Барретт, пізніше були страчені урядом у відповідь за бойові дії проти Договору (див. Страти під час громадянської війни в Ірландії). Вулиця, на якій був убитий Каталь Бругга, згодом була перейменована на його честь.